# Özcan Çetinkaya
Özcan Çetinkaya (* 10. Mai 1978 in Erzincan) ist ein deutsch-türkischer Profiboxer im Schwergewicht und Boxpromoter (CET Box Promotion).

## Boxkarriere
Özcan Çetinkaya wurde in der Türkei geboren, lebt jedoch seit seinem dritten Lebensjahr im nordhessischen Gudensberg. Nachdem er anfangs Fußball beim KSV Hessen Kassel gespielt hatte, entschied er sich später für den Boxsport und trainierte im BSV Kassel. Seit 1999 wurde er unter anderem von Manfred Jassmann und Graciano Rocchigiani trainiert.
Özcan Çetinkaya begann 2003 seine Karriere als Profiboxer und machte sich einen Namen als Clubfighter; er siegte im März 2003 gegen Mario Schießer, verlor jedoch im Juni 2005 gegen Mahmoud Charr. Beim Kampf um die Internationale Deutsche Meisterschaft (BDB) im Schwergewicht, verlor er im April 2007 gegen Pedro Carrión. 2009 folgten Niederlagen gegen Robert Helenius und Wjatscheslaw Hlaskow, sowie 2010 gegen Juan Carlos Gómez und Alexander Ustinow. Anschließend war er noch Aufbaugegner von Steffen Kretschmann und Óscar Rivas.
Im Oktober 2015 boxte er erneut um die Internationale Deutsche Meisterschaft (BDB), diesmal im Cruisergewicht, verlor jedoch gegen Nikola Milačić. Beim Kampf um den IBO-International-Titel im Schwergewicht, unterlag er im Juli 2017 gegen Francesco Pianeta. Im Dezember 2017 boxte er um den Titel des Mittelmeer-Meisters der WBC im Schwergewicht, verlor dabei jedoch gegen Edin Puhalo.
Seit 2019 bestritt er acht Kämpfe, von denen er drei gewinnen konnte.
Darüber hinaus war er unter anderem Sparringspartner von Wladimir und Vitali Klitschko.